# 컴파일 (기업)
주식회사 컴파일(일본어: 株式会社コンパイル)은 일본의 비디오 게임 제작사였다. 니이타니 마사미츠(仁井谷 政充, 별칭 무 니이타니)에 의해 1982년에 설립됐다. 초기에 MSX 기기 게임을 제작하는 것을 시작으로 《알레스터》 시리즈를 포함한 진행형 슈팅 게임들을 제작했는데, 1991년에 《뿌요뿌요》로 공전의 히트를 기록한 후 1990년대에는 해당 시리즈에 개발을 집중했다.
대한민국에서는 KCT 미디어와 함께 컴파일 코리아 지사를 설립하였던 바 있다. 계속되는 투자실패 및 차기작을 내놓지 못하는 등 방만한 경영으로 인해 2003년에 파산 처리되어 세가, 아이키등에 분리합병돼, 뿌요뿌요의 판권은 세가로, 그 외의 게임은 아이키로 넘어갔다. 컴파일 직원 일부는 컴파일 하트로 이직했고, 슈팅 게임 개발자들은 마일스톤으로 옮겼다. 2016년 4월에 창업자 니이타니가 후속격 회사인 컴파일○를 설립했다.

## 주요 출시작
MSX 게임 개발 회사로 시작하였다. 초기 대표작인 슈팅게임 자낙(Zanac)은 공전의 히트를 기록한 MSX의 게임이다. 이후 메가게임으로서 자낙 2등이 나왔다. MSX2가 나온 이후에는 역시 슈팅 게임인 알레스테 시리즈가 있다. 자낙과 비슷한 구성을 가졌으며 보다 화려한 그래픽이 특징이었다.
일본에서의 컴파일은 단일 패키지 게임과 함께 디스크 스테이션이라는 정기 간행 게임 잡지에 부록으로서 자사의 게임을 수록하는 방식으로 많은 게임을 판매하였다. KCT Media는 일본판 디스크 스테이션의 제 13호부터 번역하여 한국판 1호로 간행하였고, 이는 한국판 8호까지 이어진다. 컴파일에서는 마도전기 시리즈,(일본명 마도물어), 환세 시리즈, 점프 히어로 시리즈, 지오 컨플릭트 시리즈, 데빌포스 시리즈를 비롯한 다수의 세계관을 제작하였으며, 특히 마도전기 세계관의 경우 뿌요뿌요에서 그대로 차용되며 소설로도 발매되었다.
한국에서 출시된 주요 패키지로는 다음의 것이 있다.
- 환세희담
- 뿌요뿌요
- 뿌요뿌요 2
- 뿌요뿌요 SUN

디스크 스테이션에 수록되었으며 잘 알려져 있는 게임으로 다음의 것들이 있다.
- 마도전기 ~엉망진창 기말시험~
- 마도전기 ~마도사의 탑~
- 마도전기 ~엘리시온의 비밀~
- 환세취호전
- 미스틱 아츠
- 데빌포스 3 ~검과 꽃다발 ~
- 에프터 데빌포스 ~미치광이 왕의 후계자~
- 지오 컨플릭트 3 ~Hell's Gate Crusaders~

마도전기 ~엘리시온의 비밀~은 KCT Media에서 시나리오 및 프로그래밍 작업을 담당한 바 있다.
KCT Media에서는 조이나라, 다게임 등의 이름으로 컴파일의 게임을 다수 온라인으로 서비스하였으며, 대표작으로 온라인 뿌요뿌요, 김치런 등이 있다. 이후 KCT Media는 로플과 제휴하여 온라인 뿌요뿌요를 서비스하였으나 2006년 현재에는 더 이상 서비스되지 않고 있다.